# 化龙南站
化龙南站是琶莲城际铁路建设中的车站，位于中国广东省广州市番禺区化龙镇，预计2025年启用。

## 车站结构
化龙南站为半地下车站，设地下一层、地上局部两层；岛式站台位于地下，站厅位于地面。

## 历史
2016年琶洲支线环评公示中，在化龙镇设有化龙站，为地面车站。2017年5月，在省市政府的协商下，琶洲支线除莲花站外的高架和地面段全部调整为地下，由此本站调整为地下车站。
化龙站随后于2019年进场施工，2021年1月17日实现主体结构封顶。
因车站工程名“化龙”与曹寿铁路位于山东潍坊的一座车站重名，本站2025年定名化龙南站。